# Sabine Timoteo
Sabine Timoteo, née Sabine Hagenbüchle le 25 mars 1975 à Soleure en Suisse, est une actrice et danseuse contemporaine suisse.

## Biographie
Après des études de danse au Schweizerische Ballettberufsschule de 1991 à 1993, Sabine Hagenbüchle remporte le prix de Lausanne de la « meilleure jeune danseuse » et commence sa carrière artistique en réussissant à intégrer le corps de ballet du Deutsche Oper am Rhein, qu'elle quitte cependant rapidement. Elle travaille alors dans la troupe de danse contemporaine de Carlotta Ikeda.
Elle débute au cinéma dans L'Amour, l'Argent, l'Amour, tourné en 1996 mais sorti seulement en 2000 — ce qui fait que durant l'intervalle elle arrête sa carrière d'actrice et pratique la cuisine à Berne —, de Philip Gröning, rôle pour lequel elle remporte le prix du cinéma suisse de la meilleure interprétation féminine, prix qu'elle obtiendra une seconde fois en 2008.
Après son mariage avec un Péruvien, elle prend le nom[réf. nécessaire] de Sabine Timoteo sous lequel elle fait l'essentiel de sa carrière cinématographique.

## Filmographie

### Actrice
- 2000 : L'Amour, l'Argent, l'Amour de Philip Gröning : Marie
- 2001 : Au jour le jour (In den Tag hinein) de Maria Speth
- 2002 : Die Freunde der Freunde (téléfilm) : Billie
- 2005 : Fantômes (Gespenster) de Christian Petzold : Toni
- 2006 : Un ami à moi (Ein Freund von mir) de Sebastian Schipper : Stelle
- 2006 : Le Libre Arbitre (Der freie Wille) de Matthias Glasner : Nettie Engelbrecht
- 2007 : Nebenwirkungen (téléfilm) de Manuel Siebenmann : Claudia
- 2008 : Œdipe, le jeu (Das Vaterspiel) de Michael Glawogger : Mimi
- 2009 : Robber Girls (Räuberinnen) de Carla Lia Monti : Cindy
- 2009 : Pepperminta de Pipilotti Rist : Edna
- 2010 : Sommervögel
- 2010 : Brownian Movement : la psychiatre
- 2011 : Homevideo (téléfilm) de Kilian Riedhof : Vera
- 2011 : La Couleur de l'océan (téléfilm) de Maggie Peren : Nathalie
- 2012 : Praia do Futuro : Pia
- 2012 : Formentera d'Ann-Kristin Reyels : Nina
- 2013 : Cyanure de Séverine Cornamusaz : Pénélope
- 2014 : Le meraviglie d'Alice Rohrwacher
- 2016 : 7 minuti de Michele Placido : Micaela
- 2017 : Sicilian Ghost Story de Fabio Grassadonia et Antonio Piazza : la mère de Luna
- 2017 : Sarah joue un loup garou de Katharina Wyss : Schroeter
- 2018 : Fauves de Robin Érard : Nathalie Roduit
- 2018 : Qui a inventé l'amour ? (Wer hat eigentlich die Liebe erfunden?) de Kerstin Polte : Marion
- 2018 : Ende Neu de Leonel Dietsche : la mère
- 2019 : Ceux qui travaillent d'Antoine Russbach : Valentine
- 2019 : Le Coup des larmes (court métrage) de Clémence Poésy : Sacha
- 2019 : L'Enfant aux mille rêves (Wie ich lernte, bei mir selbst Kind zu sein) de Rupert Henning : Emma Silberstein
- 2019 : L'Affaire Collini (The Collini Case) de Marco Kreuzpaintner : l'experte en armes
- 2019 : Tambour battant de François-Christophe Marzal : Marie-Thérèse
- 2020 : Cronofobia de Francesco Rizzi : Anna Martini
- 2020 : Sunburned de Carolina Hellsgård : Sophie
- 2021 : Der menschliche Faktor (titre international : Human Factors) de Ronny Trocker : Nina
- 2021 : Das Mädchen und die Spinne de Ramon Zürcher : Karen
- 2022 : Last Dance de Delphine Lehericey : Carole
- 2023 : Foudre de Carmen Jaquier : la mère
- 2023 : A Forgotten Man de Laurent Nègre : Madame Bavaud
- 2024 : Pendant ce temps sur Terre de Jérémy Clapin

### Scénariste
- 2018 : Mon frère s'appelle Robert et c'est un idiot (Mein Bruder heißt Robert und ist ein Idiot) de Philip Gröning

## Distinctions

### Récompenses
- 1992 : Prix de Lausanne de la meilleure danseuse
- 2000 : Léopard de bronze de la meilleure actrice lors du Festival international du film de Locarno pour L'Amour, l'Argent, l'Amour
- 2001 : Prix du cinéma suisse de la « meilleure actrice » pour L'Amour, l'Argent, l'Amour
- 2003 : Prix Grimme pour Die Freunde der Freunde
- 2008 : Prix du cinéma suisse de la « meilleure actrice » pour Nebenwirkungen

### Nominations
- 2007 : Prix du film allemand du « meilleur second rôle féminin » pour Un ami à moi
- 2013 : Prix du cinéma suisse de la meilleure interprétation féminine pour Cyanure